# Provincia di Cornelio Saavedra
La provincia di Cornelio Saavedra è una delle 16 province del dipartimento di Potosí nella Bolivia meridionale. Il capoluogo è la città di Betanzos.
Al censimento del 2001 possedeva una popolazione di 58.706 abitanti.

## Geografia antropica

### Suddivisioni amministrative
La provincia è suddivisa in 3 comuni:
- Betanzos
- Chaquí
- Tacobamba